# شهرک لیاقت‌آباد
لیاقت‌آباد تاون (به انگلیسی: Liaquatabad Town) یک منطقهٔ مسکونی در پاکستان است که در کراچی واقع شده‌است. لیاقت‌آباد تاون ۶۴۹٬۰۹۱ نفر جمعیت دارد.